# Гра престолів (настільна гра)
Гра престолів (англ. A Game of Thrones) — це стратегічна настільна гра, створена Крістіаном Т. Петерсеном і опублікована Fantasy Flight Games у 2003 році. Основою для гри стала серія фантастичних романів «Пісня льоду та полум'я» Джорджа Р. Р. Мартіна. За ним у 2004 році вийшло доповнення «Битва королів», а у 2006 році — доповнення «Буря мечів».
У «Грі престолів» гравці втілюються в ролі лідерів Великих Домів Вестероса, змагаючись за контроль Сімома Королівствами, включаючи Дім Старків, Дім Ланністерів, Дім Баратеонів, Дім Грейджой, Дім Тиреллів, а з доповненням «Битва королів», дім Мартеллів. Гравці використовують армії, щоб здобувати підтримку в різних регіонах Вестероса, з метою отримати контроль над ключовими територіями та здобути Залізний трон. Ігровий процес має багато спільного з механікою настільної гри Дипломатія, особливо у фазі видачі наказів, хоча Гра престолів значно складніша завдяки розширеній системі дій. Гра отримала схвальні відгуки критиків та була номінована на численні нагороди.

## Ігрові будинки
- Аррени (входить до доповнення «Бенкет воронів» і «Мати драконів»)
- Баратеони
- Грейджої
- Ланністери
- Мартелли (входить до доповнення «Битва королів» і другого видання)
- Старки
- Таргарієни (входить до доповнення «Мати драконів»)
- Тірели

## Геймплей

### Мета гри
Гравець перемагає, якщо:
1. Контролює визначену кількість міст і фортець (кількість залежить від кількості гравців).
2. По завершенню 10-го ходу має найбільшу кількість міст і фортець, здобуваючи Залізний трон.

### Налаштування
Ігровий процес відбувається на карті, яка поділяє континент Вестерос на кілька регіонів. Більшість регіонів мають щонайменше одну піктограму, що позначає місто, фортецю, бочку постачання або жетон сили, а в ключових місцях можуть бути кілька таких піктограм. На початку гри кожен гравець обирає Дім, розставляє початкові одиниці відповідно до інструкцій, розміщує фішки свого Дому на  треку Припасів та трьох треках Впливу, а також отримує сім карт персонажів свого Дому, які будуть використовуватися під час битв.
На початку гри гравці з фішками Будинку на найвищих позиціях у треках впливу Залізного трону, Вотчин і Королівського двору починатимуть зі спеціальними жетонами Залізного трону, Меча з Валірійської сталі та Поштового ворона відповідно.
Три колоди карт Вестеросу перемішуються та розташовуються збоку ігрової дошки у відкритому доступі для всіх гравців. Також на дошці розміщується колода карт Здичавілих, яка відображає їхні дії під час гри, та жетон загрози Здичавілих, що вказує на їхню силу в разі атаки.

### Колода Вестероса
Починаючи з другого ходу, на початку кожного раунду відкривається верхня карта з кожної з трьох колод Вестеросу, і їхні ефекти можуть дозволяти гравцям збирати нові війська, переоцінювати позиції на доріжці постачання, робити ставки на доріжках впливу, обмежувати накази або спровокувати атаку Здичавілих.

### Розміщення замовлень
Унікальна особливість гри — система наказів. Кожен гравець таємно розміщує жетони наказів у регіонах, де є його війська. Після завершення всі накази розкриваються одночасно, що вимагає від гравців стратегічного мислення та аналізу дій суперників. Кількість доступних наказів обмежена та залежить від трека поштового ворона, що додає складності.
Є п'ять типів наказів.
1. Марш: переміщення військ та початок бою у ворожому регіоні.
2. Захист: підвищення захисту регіону від атак.
3. Підтримка: допомога у битвах в сусідніх регіонах.
4. Рейд: видалення наказів суперників із сусідніх регіонів.
5. Посилення влади: збір жетонів сили для подальших ставок.

Кожен гравець отримує по три накази з кожного типу за хід, однак по одному з кожного типу позначено зірочкою.
Деякі накази позначені зірочками. Кількість таких наказів, яку можна використовувати за раунд, залежить від позиції гравця на треку впливу Королівського двору. Гравець, що займає найвищу позицію на цьому треку, отримує спеціальний жетон Поштового ворона, який дозволяє після розкриття наказів змінити один із них на інший невикористаний.

### Виконання наказів
Накази виконуються в чітко визначеному порядку, по черзі кожним гравцем. Черговість ходу відповідає розташуванню маркерів Домів на треку впливу Залізного трону. Спершу гравці виконують накази Рейду, потім — Маршу. Якщо під час виконання наказу Маршу підрозділи переміщуються в регіон, зайнятий військами іншого гравця, розпочинається битва.
У битві кожен гравець підраховує сумарну силу своїх підрозділів у спірному регіоні, з урахуванням бонусів або штрафів за накази Маршу чи Захисту. Під час битви гравці можуть звернутися за підтримкою до підрозділів у суміжних регіонах, якщо вони мають активний наказ Підтримки, незалежно від того, хто контролює ці регіони, включаючи гравців, які беруть участь у битві. Потім кожен гравець обирає карту лідера зі своєї руки, яка впливає на результат битви завдяки своїм унікальним ефектам, таким як збільшення сили, додаткова шкода, блокування шкоди чи інші особливі можливості. Після підрахунку сили перемогу здобуває гравець із найвищим загальним показником, а програвший має залишити регіон розбитими військами або втратити їх, якщо було завдано значної шкоди. У разі рівності переможцем стає гравець із вищою позицією на треку впливу Вотчин. Особливий жетон Клинка із валірійськох сталі дозволяє його власнику один раз за раунд додати бонус +1 до своєї сили в битві, що може змінити хід подій.
Після завершення наказів битви гравці можуть активувати накази Збору влади у своїх регіонах, отримуючи додаткові жетони сили для майбутніх ставок та стратегій.
Якщо під час гри виникає нічия (наприклад, у торгах за позиції на треках впливу), гравець, який володіє жетоном Залізного трону, має право прийняти остаточне рішення на свою користь.

## Доповнення

### Битва королів
Доповнення «Битва королів», випущене у 2004 році, додало до гри кілька нововведень, серед яких: новий ігровий Дім Мартелл, облогові машини як новий тип одиниць, правила для портів, другий набір із 7 карт персонажів для кожного з шести Домів із ширшим спектром ефектів, а також унікальні спеціальні накази для кожного Дому; це розширення пізніше було інтегровано в базову гру другого видання.

### Буря мечів
Доповнення «Буря мечів», випущене у 2006 році, запропонувало більше варіантів правил, включно з тактичними картами, картами союзників, новими наборами карт персонажів для кожного Дому, оновленими картами Вестеросу, новими юнітами та новою ігровою панеллю, яка дозволяє грати на детальній карті регіону Тризуба, додаючи ще більше можливостей для стратегічного і тактичного розвитку гри.

## Друге видання
У жовтні 2011 року компанія Fantasy Flight Games випустила оновлене друге видання гри, яке включало незначні зміни в ігровому процесі, оновлену графіку ігрового поля та карток Домів. Це видання інтегрувало нововведення з доповнення «Битва королів»: Дім Мартеллів, облогові машини та порти, які тепер відображені безпосередньо на дошці. Додання Дому Мартеллів призвело до редизайну південної частини карти, де з’явилися нові регіони. Інші зміни включали: оновлення початкових позицій одиниць для деяких Домів (наприклад, Грейджої), зміни в здібностях карт персонажів, нові ефекти для наказів Посилення влади та Рейду, а також можливість використовувати карти Бойової обстановки, які додають непередбачуваності в битвах.

## Доповнення (друге видання)

### Танець з драконами
Доповнення «Танець з драконами», випущене у 2012 році, додало до гри 42 альтернативні карти Домів, спеціальний сценарій та нове налаштування, яке відображає актуальний стан кожного з шести Домів у контексті подій книги. Сценарій передбачає скорочення загальної кількості ходів із десяти до шести, що зменшує тривалість гри та додає динамічності. Важливо зазначити, що це доповнення було випущено раніше, ніж «Бенкет для воронів», порушуючи хронологічний порядок публікації книг. Крім того, «Танець з драконами» було створено за принципом «друк на вимогу», що призвело до незначних відмінностей у вигляді карток порівняно з основними компонентами другого видання.

### Бенкет воронів
Доповнення «Бенкет воронів», випущене у 2013 році, додає до гри новий сценарій, розрахований на чотирьох гравців. Основними нововведеннями є альтернативна умова перемоги, скорочений час гри та набір карток Будинків, придатних для гри за Дім Аррін. Усього доповнення містить 48 нових карток. Як і «Танець з драконами», це доповнення також було створено за принципом «друк на вимогу», через що зовнішній вигляд карток дещо відрізняється від тих, що входять до коробки другого видання.

### Мати Драконів
У 2018 році Fantasy Flight Games випустила третє доповнення серії, яке розширило гру, представивши нові фракції та механіки. У гру додано Дім Таргарієнів, які починають свій шлях із території Ессоса, а також Дім Аррін, довівши загальну кількість ігрових фракцій до восьми. Доповнення також запроваджує Залізний банк Браавоса, що додає до гри систему позик, дозволяючи гравцям отримувати фінансову підтримку для реалізації своїх стратегій.

## Сприйняття
Джессі Скобл  коментує: «Як і багато інших найкращих ігор, «Гра престолів» є досить легкою для засвоєння, але має достатньо складності та глибини, щоб її повне освоєння стало справжнім викликом. Хоча в грі багато компонентів і правил, кількох ходів зазвичай достатньо, щоб звичайні гравці зрозуміли основи. Для більш рідкісних і складних ситуацій веб-сайт Fantasy Flight Games регулярно оновлюється розділом із поширеними запитаннями. Від вибору Дому до подій, пов’язаних зі ставками у Clash of Kings, гра забезпечує значну різноманітність і заохочує гравців швидко адаптуватися до нових і несподіваних ситуацій, які постійно виникають у процесі».
Шеннон Аппелклайн у своїй книзі про історію Fantasy Flight Games назвав настільну гру «Гра престолів» «новаторською завдяки поєднанню європейської та американської механіки»  :299і зазначив, що вона вплинула на подальші настільні ігри від FFG. Аппелклайн підкреслив, що ці ігри успішно використовували «поєднання жорсткої механіки євроігор із глибокою американською тематикою», що стало однією з ключових характеристик видавництва.». :305
У 2004 році «Гра престолів» здобула три нагороди Origins Awards у категоріях: Найкраща традиційна настільна гра, Найкраща настільна гра та Найкращий дизайн настільної гри 2003 року. Успіх гри підтвердив її статус новаторської в галузі настільних ігор. Друге видання гри було випущено у 2011 році, інтегруючи вдосконалення та нововведення, що зміцнили її популярність.

## Відгуки
- Pyramid[en][4]

## Зовнішні посилання
- Second edition rules
- Second Edition product site